# Eustrotiinae
Sous-famille
Les Eustrotiinae sont une sous-famille de lépidoptères (papillons) nocturnes de la famille des Noctuidae.

## Liste des genres européens
- Alvaradoia Agenjo, 1984
- Deltote Reichenbach, 1817
- Emmelia Hübner, 1821
- Eulocastra Butler, 1886
- Lithacodia Hübner, 1818
- Ozarba Walker, 1865
- Phyllophila Guénée, 1852
- Protodeltote Ueda, 1984
- Pseudeustrotia Warren, 1913
- Pseudozarba Warren, 1914

## Source
- (en) Fauna Europaea : Eustrotiinae (consulté le 15 mars 2023)